# Kisberény
Kisberény là một thị trấn thuộc hạt Somogy, Hungary. Thị trấn này có diện tích 7,46 km², dân số năm 2010 là 203 người, mật độ 27 người/km².